# Nueva Jersey en la guerra civil estadounidense
El estado de Nueva Jersey en los Estados Unidos proporcionó una fuente de tropas, equipo y líderes para la Unión durante la guerra civil estadounidense. Aunque no se libraron batallas importantes en Nueva Jersey, los soldados y voluntarios de Nueva Jersey jugaron un papel importante en la guerra, incluidos Philip Kearny y George B. McClellan, quienes dirigieron el Ejército del Potomac a principios de la Guerra Civil y se postularon sin éxito para presidente de los Estados Unidos en 1864 contra su excomandante en jefe, Abraham Lincoln.

## Esclavitud y preludio de la guerra
La población cuáquera de Nueva Jersey era especialmente intolerante con la esclavitud. Sin embargo, Nueva Jersey terminó convirtiéndose en el último de los estados del norte en abolir la esclavitud al promulgar una legislación que provocó la lenta abolición de la esclavitud. Aunque Nueva Jersey aprobó una ley para la abolición gradual de la esclavitud en 1804, no fue hasta 1830 que la mayoría de los negros fueron libres en el estado. Sin embargo, al final de la Guerra Civil, alrededor de una docena de afroamericanos en Nueva Jersey todavía eran aprendices de libertos. Nueva Jersey al principio se negó a ratificar las Enmiendas Constitucionales que prohibían la esclavitud. Nueva Jersey era una parte importante del extenso sistema de ferrocarriles subterráneos.

## Guerra civil

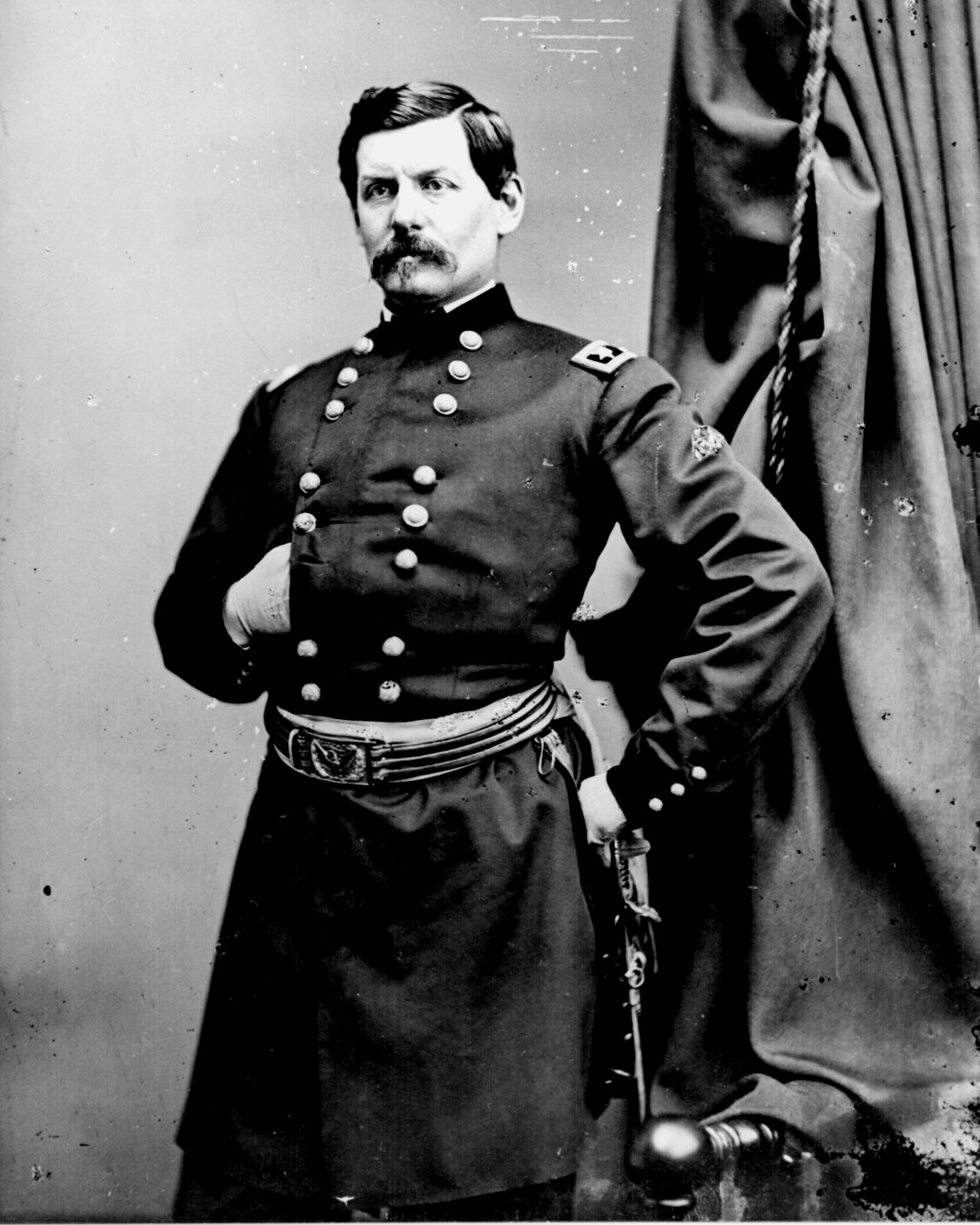
George B. McClellan.

El 4 de mayo de 1861, en respuesta al llamado a las armas del presidente Abraham Lincoln, el Departamento de Guerra de los Estados Unidos ordenó a Nueva Jersey que llenara una cuota de tres regimientos de infantería para cumplir un período de alistamiento de tres años. El reclutamiento tuvo lugar para los nuevos regimientos en todo el estado, y el 21 de mayo, la 1.ª Infantería Voluntaria de Nueva Jersey se incorporó al Ejército de la Unión en Camp Olden en Trenton bajo el mando del Mayor Theodore T. S. Laidley del Ejército Regular de los Estados Unidos. El 9.º de Infantería Voluntaria de Nueva Jersey, bajo el mando del Coronel Joseph W. Allen en Camp Olden, fue el último regimiento de Nueva Jersey en abandonar el estado en 1861, pero fue el primero en luchar. Se levantaron regimientos adicionales durante la guerra, incluida la caballería y la artillería.
No hubo batallas en Nueva Jersey durante el transcurso de la Guerra Civil. Sin embargo, más de 88.000 soldados de Nueva Jersey formaban parte de varios regimientos de infantería y caballería. En total, los soldados de Nueva Jersey crearon 52 regimientos durante esta guerra. 23.116 de esos soldados sirvieron en el Ejército del Potomac. Los soldados de Nueva Jersey lucharon en general en el teatro oriental de la Guerra Civil. Más de 6.000 soldados de Nueva Jersey perdieron la vida en la guerra. Philip Kearny, un oficial de la guerra entre México y Estados Unidos, dirigió una brigada de regimientos de Nueva Jersey al mando del general de brigada William B. Franklin. Kearny se distinguió como un oficial brillante durante la Campaña de la Península y fue ascendido al rango de mayor general.
Otro oficial notable de Nueva Jersey fue el general de división Gershom Mott, de Trenton. Se desempeñó como comandante de brigada y división y dirigió temporalmente el II Cuerpo. El mayor general Hugh Judson Kilpatrick fue uno de los primeros oficiales heridos en la guerra. Luchó infamemente en la Batalla de Gettysburg y sirvió como líder de caballería de Sherman en la Campaña de Atlanta. Después de la guerra se desempeñó como embajador en Chile. El coronel Harvey Brown, de Clark, era un veterano del ejército regular. Sirvió con gran éxito en Florida e inicialmente comandó las defensas durante los disturbios del Draft de Nueva York. Los generales de brigada de Nueva Jersey incluyen a George W. Taylor, Charles A. Heckman, Joseph W. Revere, Charles G. Harker y Theodore Runyon.
El 24 de marzo de 1863, la legislatura de Nueva Jersey aprobó una resolución que incluía muchos aspectos de la situación causada por la guerra. Algunos de los aspectos fueron:

Contra las proclamaciones de cualquier fuente por las cuales, bajo el argumento de "necesidad militar", las personas en los estados y territorios que sostienen al gobierno federal, y más allá de las líneas militares necesarias, estén sujetas al rigor y la severidad de la ley militar

Contra todos los arrestos sin orden judicial, contra la suspensión del recurso de hábeas corpus en los estados y territorios que sostienen al gobierno federal, "donde la seguridad pública no lo requiera", y contra la asunción de poder por cualquier persona para suspender dicho auto, excepto bajo la autoridad expresa del Congreso

Contra el poder asumido en la proclamación del presidente hecha el 1 de enero de mil ochocientos sesenta y tres, por el cual todos los esclavos en ciertos estados y partes de los estados quedan libres para siempre, y contra el gasto del dinero público para la emancipación de esclavos o su apoyo en cualquier momento, bajo cualquier pretexto

Nueva Jersey fue uno de los pocos estados que votó por Stephen Douglas en lugar de Abraham Lincoln en las elecciones presidenciales de 1860. El pueblo de Nueva Jersey también le dio sus votos electorales a George McClellan cuando se postuló para presidente contra Lincoln en las elecciones de 1864, siendo el único estado libre que rechazó a Lincoln dos veces. McClellan se convirtió más tarde en gobernador de Nueva Jersey, de 1878 a 1881.
Muchas ciudades como Paterson y Camden, se hicieron extremadamente fuertes durante la Guerra Civil. Produjeron muchas necesidades, incluida ropa y materiales de guerra como municiones. Estas ciudades prosperaron gracias a la producción constante incluso después del final de la guerra. Ciudades como las de Paterson y Camden se volvieron cruciales para el esfuerzo bélico del Norte. Con la capacidad de la Unión para fabricar más suministros, la Unión pudo derrotar a los Confederados y concluir con éxito la guerra y reunir el país.